# صدف‌سنگ

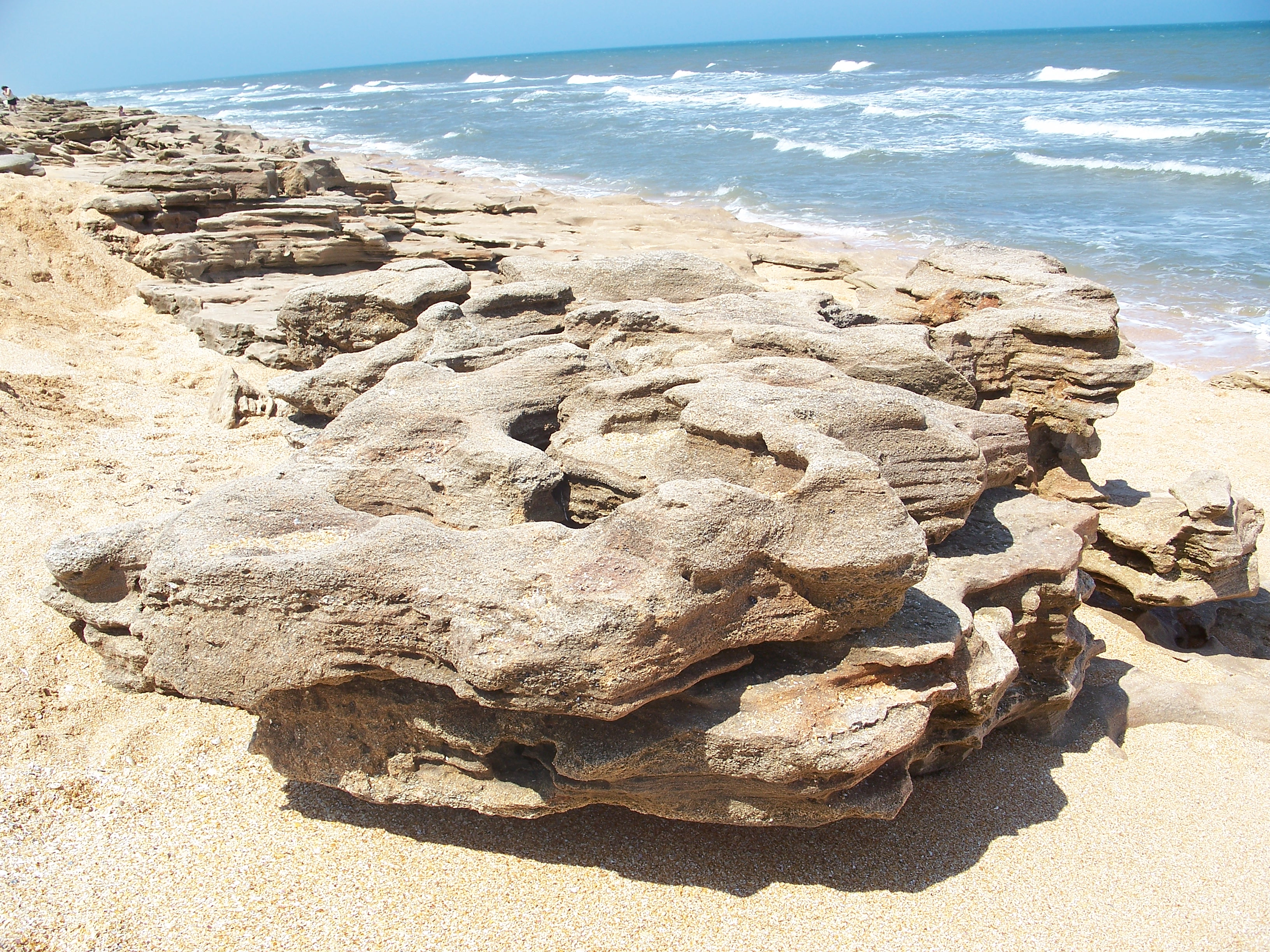
رخنمون صدف‌سنگ در ساحل در باغ ایالتی واشینگتن اوکس، فلوریدا

صدف‌سنگ (coquina) سنگ آهکی آواری است که به‌طور کامل یا عمدتاً از قطعات فسیلی تشکیل شده باشد.
صدف‌سنگ به سنگ‌های رسوبی گفته می‌شود که به‌طور کامل یا تقریباً به‌طور کامل از قطعات حمل شده، ساییده شده و لایه‌لایه صدف نرم‌تنان، سه‌لَپی‌ها‌، بازوپایان یا سایر بی‌مهرگان تشکیل شده باشد. اصطلاح کوکینا (coquina) در انگلیسی برای این مفهوم، از کلمه‌ای اسپانیایی به معنی صدف راه‌راه گرفته شده‌است.
برای اینکه یک رسوب به عنوان صدف‌سنگ در نظر گرفته شود، ذرات تشکیل دهنده آن باید به‌طور متوسط ۲ میلیمتر (۰٫۰۷۹ اینچ) یا بزرگتر باشند. صدف‌سنگ می‌تواند از نظر سختی، آژندش (فرایندی که در آن دانه‌های مجزای کانی به‌وسیلهٔ مواد معدنی به یکدیگر متصل می‌شوند) ضعیف تا نسبتاً ضعیف داشته باشد. صدف‌سنگ‌های خوش‌آژند به عنوان بیوسپاریت (سنگ آهک فسیلی) با توجه به طبقه‌بندی عامیانه سنگ‌های رسوبی طبقه‌بندی می‌شود.
صدف‌سنگ‌ها در محیط‌های دریایی و دریاچه‌ای با انرژی بالا تجمع می‌یابند که در آن جریان‌ها و امواج منجر به بریدگی شدید، ساییدگی، شکستگی و دسته‌بندی پوسته‌های تشکیل‌دهنده آن‌ها می‌شود. در نتیجه، آنها معمولاً بستر یا لایه‌بندی مورب خوبی توسعه یافته، بسته‌بندی نزدیک و جهت‌گیری خوب قطعات پوسته را نشان می‌دهند. محیط‌های پرانرژی دریایی یا دریاچه‌ای مرتبط با صدف‌سنگ‌ها شامل سواحل، سواحل کم عمق زیردریایی، کانال‌های جزر و مدی سریع و میله‌های مانع می‌شود.

## ترکیب و توزیع
صدف‌سنگ عمدتاً از ماده معدنی کلسیت تشکیل شده‌است که اغلب شامل مقداری فسفات به شکل صدف دریایی یا مرجان است. قدمت صدف‌سنگ‌ها از دوره دوونین تا دوره پلیستوسن بسیار جدیدتر یک یافته رایج در سراسر جهان است.

## یافتگاه‌های معروف
- در مجاورت جاده خلیج کوسه در ۴۵ کیلومتر (۲۸ مایل) جنوب شرقی دنهام، استرالیای غربی تقریباً ۱۱۰ کیلومتر (۶۸ مایل) خط ساحلی طولانی متشکل از میلیاردها پوسته کوچک صدف قلبی خلیج کوسه دیده می‌شود که میانگین طول آن‌ها کمتر از ۱۴ میلیمتر (۰٫۵۵ اینچ) است. رسوب پوسته بین ۸ تا ۹ متر (۲۶ تا ۳۰ فوت) ضخیم، در برخی مناطق متراکم و سیمان شده و به توده‌های جامد سنگ آهک تبدیل شده‌است که پیشتر استخراج و به صورت بلوک در ساخت و سازهای محلی بریده می‌شد.
- باغ‌های ایالتی واشینگتن اوکس، شهرستان فلگلر، فلوریدا
- منطقه حفاظت شده بلویینگ راکس (و در امتداد جاده کانتری کلاب)، شهرستان پام بیچ، فلوریدا
- ساحل شل، خلیج کوسه، استرالیای غربی
- سازند سنگ آهک زیادی ونلاک، شروپ‌شر، انگلستان
- ساحل کور، شهرستان نیو هانوفر، کارولینای شمالی
- دخمه‌های اودسا، اوکراین

## در معماری
- Castillo de San Marcos، سنت آگوستین، فلوریدا
- بنای یادبود ملی فورت ماتانزاس، فلوریدا
- برج بوک، فلوریدا
- آکواریوم کارولینای شمالی در فورت فیشر، «استخر لمسی صدف‌سنگ را به نمایش می‌گذارد»